# Maesobotrya staudtii
Maesobotrya staudtii är en emblikaväxtart som först beskrevs av Ferdinand Albin Pax, och fick sitt nu gällande namn av John Hutchinson. Maesobotrya staudtii ingår i släktet Maesobotrya och familjen emblikaväxter. Inga underarter finns listade i Catalogue of Life.